# جيسي فارلي داير
جيسي فارلي داير (بالإنجليزية: Jesse Farley Dyer)‏ هو ضابط أمريكي، ولد في 2 ديسمبر 1877 في سانت بول في الولايات المتحدة، وتوفي في 31 مارس 1955 في كورونا في الولايات المتحدة.